# Ципротерона ацетат
Ципротеро́на ацета́т (CPA), также ципротеронацетат (англ. cyproterone acetate), — гормональный антиандрогенный препарат и прогестоген. Используется в лечении андрогензависимых заболеваний: тяжёлых и среднетяжёлых форм угревой болезни (акне), избыточного роста волос при гирсутизме, раннего полового созревания; при раке предстательной железы; повышенном половом влечении при сексуальных расстройствах; в качестве компонента феминизирующей гормональной терапии у трансгендерных женщин; и для оральной контрацепции. Ципротерона ацетат продаётся как отдельно (торговые марки «Андрокур», «Ципротерон»), так и совместно с этинилэстрадиолом под торговой маркой «Диане» или «Диане-35» в качестве контрацептивного средства. Препарат доступен как для перорального применения, так и для внутримышечных инъекций. Ципротерона ацетат принимается либо перорально от одного до трёх раз в день, либо путем внутримышечных инъекций один-два раза в неделю.
К общим побочным эффектам высоких доз ципротерона ацетата у мужчин относятся гинекомастия (развитие молочных желёз) и феминизация. Как у мужчин, так и у женщин побочные эффекты ципротерона ацетата включают понижение уровня половых гормонов, обратимое бесплодие, сексуальную дисфункцию, психопатологические симптомы, такие как сниженное настроение, чувство усталости и раздражительность, дефицит витамина В12 и повышенное содержание ферментов в печени. Иногда при приёме высоких доз Ципротерона ацетата отмечается увеличение концентрации пролактина. При очень высоких дозах могут возникнуть сердечно-сосудистые осложнения. Редкие, но серьёзные побочные реакции CPA включают образование тромбов, повреждение печени и некоторые виды доброкачественных опухолей головного мозга. Ципротерона ацетат также может вызвать надпочечниковую недостаточность в виде абстинентного синдрома при резком прекращении приёма больших доз препарата. Ципротерона ацетат блокирует действие андрогенов в организме, таких как тестостерон, предотвращая их взаимодействие с их биологической мишенью, андрогеновым рецептором (AR), и снижает их выработку гонадами и, следовательно, их концентрацию в организме. Кроме того, он оказывает прогестероноподобное действие, активируя рецептор прогестерона (PR). Препарат также обладает слабыми кортизолподобными эффектами при высоких дозах.
Ципротерона ацетат был открыт в 1961 году. Первоначально он разрабатывался как прогестин. В 1965 году было обнаружено его антиандрогенное действие. Ципротерона ацетат был впервые представлен на рынке в качестве антиандрогена в 1973 году и стал первым антиандрогеном, который был введён в медицинскую практику. Несколько лет спустя, в 1978 году, ципротерона ацетат был введён в качестве прогестина в противозачаточные таблетки. Считается прогестином «первого поколения».

## Метаболизм

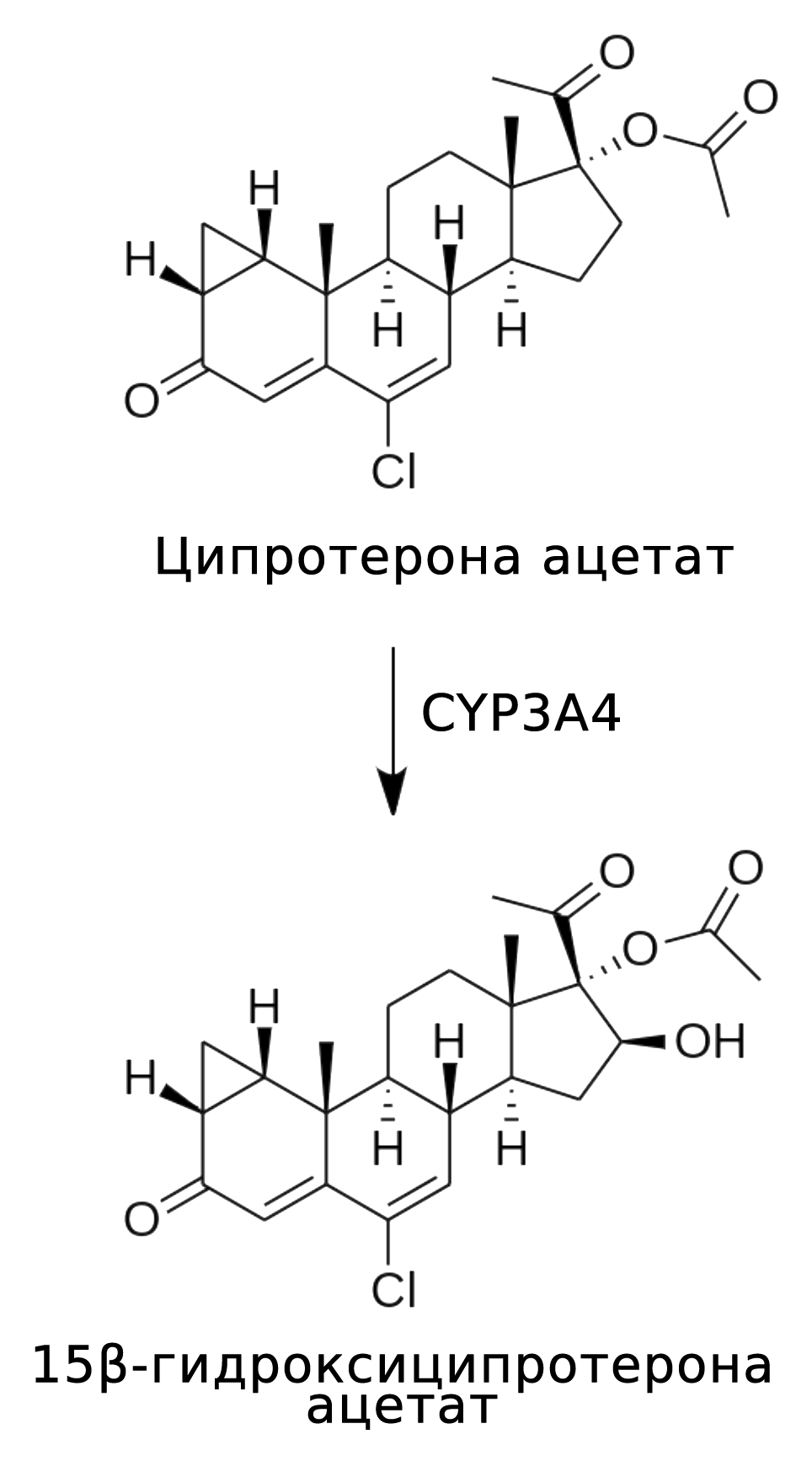
Метаболический путь ципротерона ацетата в организме человека.

Ципротерона ацетат метаболизируется путём гидроксилирования и конъюгации. На первой фазе происходит катализ преимущественно изоферментом цитохрома Р450 CYP3A4. Основным метаболитом в плазме крови является 15β-гидроксипроизводное — 15β-гидроксиципротерона ацетат.

## Применение

### Контрацепция
Ципротерона ацетат используется вместе с этинилэстрадиолом в качестве комбинированной противозачаточной таблетки для предотвращения беременности у женщин. Эта комбинация противозачаточных средств существует с 1978 года. Препарат принимается один раз каждый день в течение 21 дней с последующим перерывом в 7 дней. Ципротерона ацетат также доступен в Финляндии с 1993 года в сочетании с валератом эстрадиола (торговая марка Femilar) в качестве комбинированной противозачаточной таблетки.

### Гормональная терапия
Ципротерона ацетат широко используется как антиандроген и прогестоген в феминизирующей гормональной терапии для трансгендерных женщин. Применяется либо перорально в дозе от 10 до 100 мг/сутки, либо внутримышечным введением в дозировке 300 мг один раз в 4 недели. Исследование, проведённое в 2017 году, показало, что у трансгендерных женщин доза 25 мг/сутки давала аналогичное дозе 50 мг/сутки подавление тестостерона, в сочетании с умеренной дозировкой эстрадиола. В свете возможных неблагоприятных побочных эффектов CPA, таких как депрессия, усталость, образование тромбов и повреждение печени, использование более низких доз лекарства может помочь минимизировать такие риски. Ципротерона ацетат также использовался в качестве блокатора полового созревания и, следовательно, как антиандроген и антиэстроген для подавления полового созревания у трансгендерной молодёжи, однако сейчас для этого используются ГнВГ модуляторы.

### Рак простаты
Ципротерона ацетат применяется в качестве антиандрогенной монотерапии и средства андрогенной депривации при паллиативном лечении рака предстательной железы у мужчин. Для лечения этого заболевания используется в очень высоких дозах через рот или внутримышечно. Антиандрогены не лечат рак предстательной железы, но могут значительно продлить жизнь у мужчин с этим заболеванием.

### Сексуальные девиации
Ципротерона ацетат используется в качестве антиандрогена и формы химической кастрации при лечении таких форм сексуальных отклонений, как парафилия и сатириазис. Используется для лечения сексуальных преступников. Для этого препарат одобрен более чем в 20 странах и применяется преимущественно в Канаде, Европе и на Ближнем Востоке. Ципротерона ацетат снижает сексуальное влечение и половое возбуждение и порождает сексуальные дисфункции. Ципротерона ацетат также может быть использован для снижения сексуальной активности лиц с неподобающим сексуальным поведением при расстройствах интеллекта. Лекарство также полезно для лечения самоповреждающего сексуального поведения, такого как мазохизм. Ципротерона ацетат имеет эффективность, сравнимую с медроксипрогестерона ацетатом в подавлении сексуальных желаний и функций, но является менее эффективным, чем ГнВГ модуляторы типа леупрорелина, и имеет больше побочных эффектов.
Высокая доза ципротерона ацетата значительно сокращает сексуальные фантазии и сексуальную активность у 80—90 % мужчин с сексуальными отклонениями. Кроме того, было установлено, что уровень рецидивов преступлений на сексуальной почве снизился с 85 % до 6 %, при этом большинство рецидивов совершаются лицами, которые не следовали прописанному ими курсу лечения. Сообщалось, что в 80 % случаев 100 мг/сутки ципротерона ацетата достаточно для достижения желаемого снижения сексуальности, в то время как в остальных 20 % случаев достаточно 200 мг/сутки. Когда желательно лишь частичное снижение уровня сексуальности, то может оказаться эффективной дозировка 50 мг/сутки. Снижение сексуального желания и эректильной функции происходит к концу первой недели лечения и становится максимальным в течение трёх-четырёх недель.

### Ранний пубертат
Ципротерона ацетат иногда используется для лечения преждевременного полового созревания.

### Прочие применения
Препарат используется при неоперабельном или метастатическом раке предстательной железы при необходимости подавления действия тестостерона. Он эффективен для купирования «приливов» жара у пациентов. Помимо этого, он используется для купирования «приливов» у больных раком предстательной железы, получающих терапию агонистами гонадотропин-рилизинг гормона (ГнРГ), и у пациентов, перенёсших орхиэктомию.